# Notte dei lunghi coltelli (Svizzera)
La Notte dei lunghi coltelli è il nome che viene dato in Svizzera, in modo derisorio, alla sera prima dell'elezione dei consiglieri federali da parte dell'Assemblea federale.

## Origine
In Svizzera, il Consiglio federale (il governo) è eletto dall'Assemblea federale (parlamento). I suoi 7 membri provengono da varie parti (secondo una distribuzione essenzialmente proporzionale e in linea di principio guidata da un consenso tra le parti principali). Questa fusione di tendenze antagoniste nello stesso collegio governativo è chiamata "formula magica".
La vigilia di queste elezioni, che si svolge ogni quattro anni (a dicembre) o dopo le dimissioni di un consigliere federale, è l'occasione per ogni sorta di combinazioni, alleanze e tradimenti dell'ultimo minuto tra le diverse parti. Per molto tempo le elezioni riguardavano solo la scelta delle persone ma, con l'affermazione della divisione politica sinistra-destra e dei cambiamenti dell'equilibrio politico - l'indebolimento del centro-destra, l'ascesa dell'Unione Democratica di Centro (destra) e il Partito Socialista Svizzero (a sinistra) - queste manovre tattiche, reali o immaginarie, riguardano anche la presenza di partiti politici nel governo.
Gli shock elettorali (ad esempio, la non elezione del favorito) sono spesso rappresentati come il frutto di queste cospirazioni dell'ultimo minuto. Così, il completo rinnovo del Consiglio federale del 2003 ha visto l'eliminazione della consigliera federale Ruth Metzler-Arnold (Partito Popolare Democratico) e la non elezione del candidato radicale Christine Beerli a beneficio di Hans-Rudolf Merz. Alcuni avversari hanno visto prove di una trama anti-femminile. Allo stesso modo, il pieno rinnovo del 2007 ha visto l'eliminazione del candidato UDC Christoph Blocher a favore dell'UDC grigionese Eveline Widmer-Schlumpf, a seguito di numerose alleanze tattiche notturne.

## Relativizzazione
La notte dei lunghi coltelli è talvolta chiamata "notte dei piccoli cucchiai", "notte dei piccoli coltelli", "notte dei coltelli in plastica" o "notte dei coltelli svizzeri" per relativizzare la gravità degli eventi che si svolgono.